# Лугово
Лугово (алб. Llugë) је насеље у општини Исток на Косову и Метохији.

## Демографија
Насеље има албанску етничку већину,
Број становника на пописима:
- попис становништва 1948. године: 321
- попис становништва 1953. године: 286
- попис становништва 1961. године: 344
- попис становништва 1971. године: 450
- попис становништва 1981. године: 621
- попис становништва 1991. године: 624